# 方岑 (嘉靖進士)
方岑（？—？），字高伯，直隸揚州府江都縣人，明朝政治人物，進士出身。

## 生平
嘉靖五年（1526年）丙戌科進士。授大理寺評事，陞南京大理寺左寺正。出為浙江杭州府知府，處理海寧縣知縣貪腐案，被浙江巡按周汝員彈劾罷官。
工詩文。著有《竹素齋集》。